# Allophylus dummeri
Allophylus dummeri är en kinesträdsväxtart som beskrevs av E. G. Baker. Allophylus dummeri ingår i släktet Allophylus och familjen kinesträdsväxter. Inga underarter finns listade i Catalogue of Life.